# ФК «Динамо» Москва в сезоне 1940
Сезон 1940 года — 18-й в истории футбольного клуба «Динамо» Москва.
В нём команда в шестой раз приняла участие в чемпионате страны, а также сыграла товарищеский международный матч с командой «Славия» София.

## Общая характеристика выступления команды в сезоне
С началом нового сезона динамовским руководством были предприняты все меры для преодоления спада двух предшествующих лет, оздоровлению обстановки в команде и её укреплению. «Динамо» возглавил один из лучших отечественных тренеров — Борис Андреевич Аркадьев — большой знаток и теоретик футбола, человек яркой творческой индивидуальности. Ещё до его прихода были приглашены из ленинградского «Динамо» нападающие Сергей Соловьев и Николай Дементьев — футболисты, оставившие глубокий след в динамовской истории. Также новый тренер привлек в команду выдающихся в дальнейшем игроков «Динамо» Николая Палыску, Всеволода Блинкова, Ивана Станкевича.
Под руководством нового тренера команда не только быстро освоила новую тактическую систему «дубль-вэ», но и творчески обогатила её, разработав и практически осуществив её модернизированный вариант со сменой мест нападающими, уже тогда предвосхитив легендарный динамовский «организованный беспорядок», принесший славу «Динамо» в первые послевоенные годы. Работа Аркадьева была весьма продуктивной: он сумел сделать команду очень сильной физически (причем новаторски — использовались в основном не общефизические упражнения, а интенсификация тренировочной работы с мячом), сумел посредством простых вроде бы (даже рутинных для таких мастеров) тренировочных упражнений добиться от всех игроков умения автоматически взаимодействовать в обороне и в атаке в соответствии с концепцией «дубль-вэ», сумел сплотить футболистов, привить им «психологию победителей» и наладить творческий подход к игре. Уникальной сильной стороной Аркадьева была способность предвидеть потенциал того или иного игрока и наилучшую точку его приложения в коллективе.
В результате команда достаточно уверенно выиграла чемпионат страны. Во втором круге команда просто сметала с пути соперников (часто несоразмерно превосходя их физически). Впервые в чемпионатах страны был крупно обыгран «Спартак» (5:1), динамовцы одержали десять крупных побед, а последние семь матчей первенства выиграли с общим счетом 26:3. Команда больше всех забила (74 мяча — новый рекорд чемпионатов) и меньше всех пропустила. Сергей Соловьев с 21 мячом стал лучшим бомбардиром первенства, а ещё трое динамовцев забили более 10 мячей.
Также в этом сезоне динамовцы уверенно победили в международном матче софийскую «Славию» — 4:0.

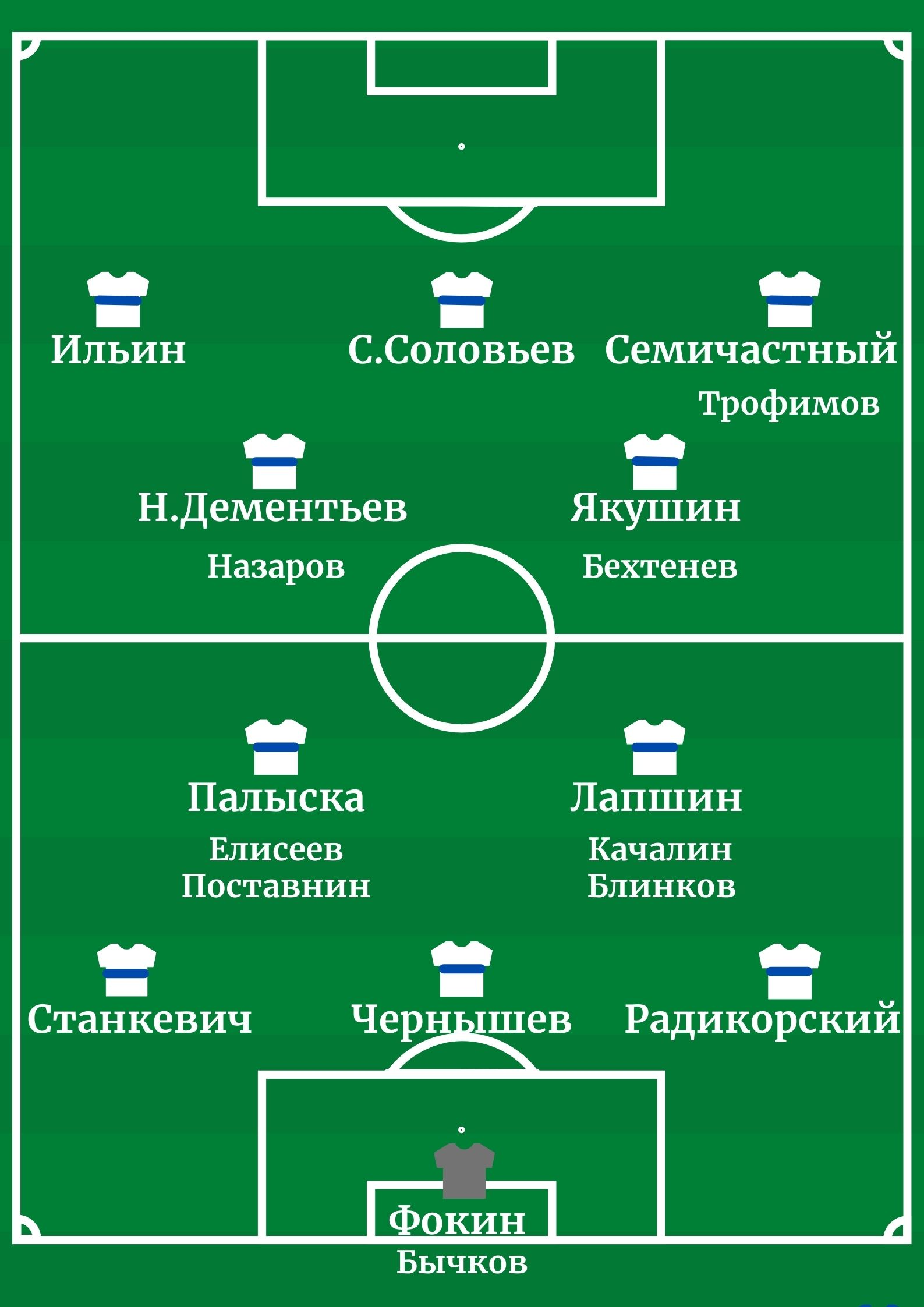

## Команда

### Состав
| Игрок                | Дата рождения    | Сезон в «Динамо» | Бывший клуб             |
| Вратари              | Вратари          | Вратари          | Вратари                 |
| -------------------- | ---------------- | ---------------- | ----------------------- |
| Евгений Фокин        | 25 октября 1909  | 11               | КЖД им. Ильича Подольск |
| Николай И.Медведев   | 21 сентября 1918 | 2                | «Динамо» (клубная)      |
| Николай Бычков       | 17 мая 1917      | 1                | «Динамо» (клубная)      |
| Защитники            |                  |                  |                         |
| Всеволод Радикорский | 3 октября 1915   | 3                | «Динамо» (клубная)      |
| Аркадий Чернышев     | 16 марта 1914    | 5                | «Серп и Молот»          |
| Иван Станкевич       | 11 апреля 1914   | 1                | «Локомотив» Москва      |
| Николай С.Медведев   | 27 марта 1915    | 1                | «Динамо-ТК № 1» Болшево |
| Полузащитники        |                  |                  |                         |
| Алексей Лапшин       | 24 февраля 1909  | 10               | РКимА                   |
| Николай Палыска      | 14 июля 1912     | 1                | «Металлург» Москва      |
| Гавриил Качалин      | 17 января 1911   | 5                | «Динамо» Гомель         |
| Евгений Елисеев      | 7 января 1909    | 5                | «Балтвод» Ленинград     |
| Всеволод Блинков     | 10 декабря 1918  | 1                | «Динамо» Новосибирск    |
| Николай Поставнин    | 28 декабря 1916  | 3                | «Динамо» (клубная)      |
| Нападающие           |                  |                  |                         |
| Михаил Семичастный   | 5 декабря 1910   | 5                | ЦДКА                    |
| Михаил Якушин        | 15 ноября 1910   | 8                | СКиГ                    |
| Сергей Соловьев      | 9 марта 1915     | 1                | «Динамо» Ленинград      |
| Николай Дементьев    | 27 июля 1915     | 1                | «Динамо» Ленинград      |
| Сергей Ильин         | 2 июля 1906      | 10               | ЦДКА                    |
| Александр Назаров    | 26 июля 1915     | 3                | «Динамо» (клубная)      |
| Валерий Бехтенев     | 21 декабря 1914  | 2                | «Динамо» Ростов         |
| Василий Трофимов     | 7 января 1919    | 2                | «Динамо-ТК № 1» Болшево |
| Алексей Пономарёв    | 15 февраля 1913  | 5                | «Динамо» (клубная)      |

### Изменения в составе
| Поз | Игрок              | Прежний клуб            |
| --- | ------------------ | ----------------------- |
| В   | Николай Бычков     | «Динамо» (клубная)      |
| З   | Иван Станкевич     | «Локомотив» Москва      |
| З   | Николай С.Медведев | «Динамо-ТК № 1» Болшево |
| П   | Николай Палыска    | «Металлург» Москва      |
| П   | Всеволод Блинков   | «Динамо» Новосибирск    |
| Н   | Сергей Соловьев    | «Динамо» Ленинград      |
| Н   | Николай Дементьев  | «Динамо» Ленинград      |

| Поз | Игрок            | Новый клуб         |
| --- | ---------------- | ------------------ |
| З   | Николай Синицын  | «Динамо» Минск     |
| З   | Михаил Волков    | «Динамо» Минск     |
| З   | Георгий Богданов | «Динамо» Минск     |
| П   | Александр Рёмин  | «Торпедо» Москва   |
| П   | Павел Коротков   | ЦДКА               |
| Н   | Василий Смирнов  | «Динамо» (клубная) |
| Н   | Василий Павлов   | «Динамо» (клубная) |
| Н   | Иван Щербаков    | «Динамо» Минск     |
| Н   | Петр Серёгин     | «Динамо» (клубная) |

## Официальные матчи

### Чемпионат СССР 1940
Число участников — 13. Система розыгрыша — «круговая» в два круга. Победитель — «Динамо» Москва.
| 5 мая Ч 1 (81) | «Динамо» Москва | 1:1     | «Крылья Советов»    | Болшево                                                          |
| | - Дементьев 62′ | (отчёт) | - 54′ Вас.Пономарев | Стадион: «Металлист» Зрителей: 15 000 Судья: А.Чистяков (Москва) |
| «Динамо» Москва: Фокин - Радикорский, Чернышев, Станкевич - Лапшин, Елисеев - Семичастный, Назаров, Соловьев, Дементьев, Ильин «Крылья Советов»: Головкин - Н.Родионов, В.Новиков, Карелин - Ржевцев , Ильичев - Вас.Пономарев, Ратников, Осминкин, В.Егоров, Енушков |                 |         |                     |                                                                  |

| 13 мая Ч - (82) аннулирован | «Динамо» Москва                            | 3:0     | «Локомотив» Тбилиси | Тбилиси                                                      |
| | - Ильин 50′ - Семичастный 57′ - Якушин 84′ | (отчёт) |                     | Стадион: «Динамо» Зрителей: 20 000 Судья: Г.Грицюк (Харьков) |
| «Динамо» Москва: Фокин - Радикорский, Чернышев, Станкевич - Лапшин, Елисеев - Семичастный, Якушин , Соловьев, Дементьев, Ильин «Локомотив» Тбилиси: Шудра - Воронов , Н.Чхатарашвили, Джоджуа - Гвиниашвили, Чередниченко - Лобжанидзе, В.Бердзенишвили, Лоладзе, Читая, Сомов (65' Нинуа) |                                            |         |                     |                                                              |

| 18 мая Ч 2 (83) | «Динамо» Москва | 0:1     | «Динамо» Тбилиси | Тбилиси                                                      |
| |                 | (отчёт) | - 30′ Т.Гавашели | Стадион: «Динамо» Зрителей: 40 000 Судья: Н.Усов (Ленинград) |
| «Динамо» Москва: Фокин - Радикорский, Чернышев, Станкевич - Лапшин, Елисеев - Семичастный, Якушин , Соловьев, Дементьев, Ильин «Динамо» Тбилиси: Ткебучава - Шавгулидзе , Фролов, Кикнадзе - Джорбенадзе, Гагуа - Т.Гавашели, М.Бердзенишвили, Пайчадзе, Бережной, Харбедия |                 |         |                  |                                                              |

| 24 мая Ч 3 (84) | «Динамо» Москва | 0:0     | «Трактор»              | Сталинград                                                            |
| |                 | (отчёт) | - 38'(пен.) В.Ливенцев | Стадион: «Трактор» Зрителей: 12 000 Судья: А.Щелчков (Ростов-на-Дону) |
| «Динамо» Москва: Фокин - Радикорский, Чернышев, Станкевич - Лапшин, Елисеев - Семичастный, Назаров, Соловьев, Дементьев, Ильин «Трактор»: Усов - Тяжлов, Г.Иванов, В.Ливенцев - Рудин, Покровский - Сапронов (46' Серов), Б.Терентьев, Пономарев , Проворнов, Проценко |                 |         |                        |                                                                       |

| 29 мая Ч 4 (85) | «Динамо» Москва                            | 5:2     | «Стахановец»                                   | Сталино                                                             |
| | - Дементьев 49′ - Соловьев 54′ 65′ 70′ 78′ | (отчёт) | - 57′ Путятов - 60′ Балаба - 72'(пен.) Бикезин | Стадион: «Стахановец» Зрителей: 16 000 Судья: С.Казаренко (Сталино) |
| «Динамо» Москва: Фокин - Радикорский, Чернышев, Станкевич - Лапшин, Елисеев - Семичастный, Бехтенев, Соловьев, Дементьев, Ильин «Стахановец»: Кулинченко - Мазанов, Н.Кузнецов, Бикезин - Устинов, Прийменко - Балаба, Путятов, Наумов, Юрченко, Несмеха |                                            |         |                                                |                                                                     |

| 4 июн Ч 5 (86) | «Динамо» Москва                                                                                                  | 8:5     | «Динамо» Киев                                                   | Москва                                                        |
| | - Дементьев 8′ 51′ - Соловьев 26′ - Бехтенев 50′ - Семичастный 52′ - Ильин 70′ - Гребер 74′ (авт.) - Елисеев 82′ | (отчёт) | - 10′ Лайко - 25′ Щегодский - 59′ 86′ Калач - 88′ (пен.) Гребер | Стадион: «Динамо» Зрителей: 60 000 Судья: В.Воног (Ленинград) |
| «Динамо» Москва: Фокин - Радикорский, Чернышев, Станкевич - Лапшин, Елисеев - Семичастный, Бехтенев, Соловьев, Дементьев, Ильин «Динамо» Киев: Идзковский - Махиня, Фесенко (60' Коротких), Клименко - Гребер, Афанасьев - Н.Балакин, Лайко , В.Онищенко, Щегодский, Калач | |         |                                                                 |                                                               |

| 10 июн Ч 6 (87) | «Динамо» Москва            | 2:2     | «Спартак»                          | Москва                                                       |
| | - Ильин 16′ - Соловьев 17′ | (отчёт) | - 76′ (пен.) Глазков - 84′ Малинин | Стадион: «Динамо» Зрителей: 70 000 Судья: К.Терехов (Москва) |
| «Динамо» Москва: Фокин - Радикорский, Чернышев, Станкевич - Поставнин, Елисеев - Трофимов, Бехтенев, Соловьев, Дементьев, Ильин «Спартак»: Акимов - Вик. Соколов, Ан.Старостин , Вас. Соколов - Тучков, Малинин - Глазков, В.Степанов, В.Семенов (46' Румянцев), А.Соколов, Корнилов |                            |         |                                    |                                                              |

| 16 июн Ч 7 (88) | «Динамо» Москва | 1:0     | «Зенит» | Ленинград                                                        |
| | - Соловьев 15′  | (отчёт) |         | Стадион: «им.Ленина» Зрителей: 20 000 Судья: А.Гоготов (Харьков) |
| «Динамо» Москва: Фокин - Радикорский, Чернышев, Станкевич - Лапшин, Елисеев (81' Поставнин) - Трофимов, Бехтенев, Соловьев, Дементьев, Ильин · «Зенит»: Л.Иванов - Бодров, Лебедев, Г.Медведев - Мишук, Зябликов - Ивин , Смагин, Е.Шелагин, А.Ларионов, Басалаев |                 |         |         |                                                                  |

| 21 июн Ч 8 (89) | «Динамо» Москва | 1:3     | «Динамо» Ленинград                         | Ленинград                                                       |
| | - Якушин 80′    | (отчёт) | - 35′ Ошенков - 55′ 69′ (пен.) А.И.Федоров | Стадион: «им.Ленина» Зрителей: 30 000 Судья: Г.Грицюк (Харьков) |
| «Динамо» Москва: Фокин - Радикорский, Чернышев, Станкевич - Палыска, Поставнин - Трофимов (53' Якушин), Бехтенев, Соловьев, Дементьев, Ильин «Динамо» Ленинград: Набутов (42' Василенко) - Вик.Фёдоров, Забелин, П.Сычёв - Ошенков, Орешкин - Сазонов, А.И.Фёдоров, Бизюков, Викторов, Быков |                 |         |                                            |                                                                 |

| 2 июл Ч 9 (90) | «Динамо» Москва          | 2:1     | ЦДКА          | Москва                                                          |
| | - Якушин 70′ - Ильин 80′ | (отчёт) | - 65′ Федотов | Стадион: «Динамо» Зрителей: 50 000 Судья: Е.Стрепихеев (Москва) |
| «Динамо» Москва: Фокин - Радикорский, Чернышев, Палыска 82' - Качалин, Блинков (81' Поставнин) - Семичастный, Якушин , Соловьев, Дементьев, Ильин · ЦДКА: Никаноров - Саванов, Лясковский, Пинаичев - Шлычков, А.Виноградов - Гринин, Щербатенко , Федотов, Николаев, Капелькин |                          |         |               |                                                                 |

| 12 июл Ч 10 (91) | «Динамо» Москва             | 2:3     | «Металлург»                               | Москва                                                        |
| | - Дементьев 22′ - Ильин 73′ | (отчёт) | - 49′ Кузин - 60′ А.Зайцев - 70′ Ступаков | Стадион: «Динамо» Зрителей: 30 000 Судья: В.Моргунов (Москва) |
| «Динамо» Москва: Фокин - Радикорский, Чернышев, Палыска - Лапшин, Качалин (68' Станкевич) - Трофимов, Бехтенев, Соловьев, Дементьев, Ильин «Металлург»: Ефимов - Громов, Алякринский , П.Киселев - Сиземов, Краузе - Бесков, А.Зайцев, Митронов (46' Ступаков), Кузин, Папков |                             |         |                                           |                                                               |

| 25 авг Ч 11 (92) | «Динамо» Москва                                                                   | 7:0     | «Динамо» Киев | Киев                                                        |
| | - Соловьев 13′ 38′ - Семичастный 19′ - Якушин 41′ - Дементьев 55′ - Ильин 63′ 82′ | (отчёт) |               | Стадион: «Динамо» Зрителей: 30 000 Судья: А.Аракелов (Баку) |
| «Динамо» Москва: Фокин - Радикорский, Чернышев, Станкевич - Лапшин, Качалин (46' Палыска) - Семичастный, Якушин , Соловьев, Дементьев, Ильин «Динамо» Киев: Идзковский (46' Трусевич) - В.Глазков, Фесенко, Махиня - Гребер, Афанасьев - Н.Балакин, В.Онищенко (60' П.Комаров), Щегодский, Лайко , Калач |                                                                                   |         |               |                                                             |

| 1 сен Ч 12 (93) | «Динамо» Москва                                                        | 5:1     | «Спартак»            | Москва                                                       |
| | - Якушин 9′ - Семичастный 15'(пен.) 80′ - Ильин 55′ - Соловьев 59′ 82′ | (отчёт) | - 65′ (пен.) Малинин | Стадион: «Динамо» Зрителей: 85 000 Судья: С.Демидов (Москва) |
| «Динамо» Москва: Фокин - Радикорский, Чернышев, Станкевич - Лапшин, Палыска - Семичастный, Якушин , Соловьев, Дементьев, Ильин «Спартак»: Акимов - Вик. Соколов, Старостин , Вас. Соколов - Н.Гуляев (68' С.Артемьев), Малинин - А.Протасов, В.Степанов, В.Семенов, А.Соколов, Корнилов |                                                                        |         |                      |                                                              |

| 6 сен Ч 13 | «Динамо» Москва | +:-     | «Зенит» | Москва            |
|            |                 | (отчёт) |         | Стадион: «Динамо» |

| 25 сен Ч 14 (94) | «Динамо» Москва                                         | 3:2     | «Трактор»                      | Москва                                                               |
| | - Семичастный 25′ 27′ - Пономарев 63′ - Ильин 70'(пен.) | (отчёт) | - 12′ Проценко - 67′ Пономарев | Стадион: «Динамо» Зрителей: 40 000 Судья: А.Щелчков (Ростов-на-Дону) |
| «Динамо» Москва: Фокин - Радикорский, Чернышев, Станкевич - Качалин, Палыска - Семичастный, Якушин , Соловьев, Пономарев (80' Назаров), Ильин «Трактор»: Усов - Беликов , Г.Иванов, Тяжлов - Рудин, Покровский - В.Ливенцев, И.Серов, Проворнов (46' Пономарев), Сапронов, Проценко |                                                         |         |                                |                                                                      |

| 29 сен Ч 15 (95) | «Динамо» Москва              | 2:2     | «Торпедо»                         | Москва                                                       |
| | - Пономарев 5′ - Назаров 89′ | (отчёт) | - 23′ Н.Морозов-II - 89′ Г.Жарков | Стадион: «Динамо» Зрителей: 75 000 Судья: К.Терехов (Москва) |
| «Динамо» Москва: Фокин (31' Медведев) - Радикорский, Чернышев, Станкевич - Качалин, Палыска - Семичастный, Якушин , Соловьев, Пономарев (75' Назаров), Ильин · «Торпедо»: Кочетов - В.Маслов, Кочетков , Рёмин - Н.Морозов-II, Рязанцев - Каричев, П.Петров, Г.Жарков, Смоляков, Ал.Щербаков |                              |         |                                   |                                                              |

| 6 окт Ч 16 (96) | «Динамо» Москва                                                                     | 8:2     | «Металлург»                                      | Москва                                                        |
| | - Ильин 10′ - Дементьев 15′ 49′ 73′ - Соловьев 23′ 67′ (пен.) - Семичастный 30′ 80′ | (отчёт) | - 11′ Митронов - 55′ А.Зайцев - 58'(пен.) Громов | Стадион: «Динамо» Зрителей: 40 000 Судья: В.Моргунов (Москва) |
| «Динамо» Москва: Медведев - Радикорский, Чернышев, Станкевич - Качалин (46' Поставнин), Палыска - Семичастный, Якушин , Соловьев, Дементьев, Ильин «Металлург»: Ефимов (46' Бородастов) - Громов, Сиземов , П.Киселев - Карасев, Краузе - Митронов, А.Зайцев, Бесков, Кузин (75' Папков), Давидович |                                                                                     |         |                                                  |                                                               |

| 11 окт Ч 17 (97) | «Динамо» Москва       | 1:2     | «Стахановец»               | Москва                                                        |
| | - Соловьев 39′ (пен.) | (отчёт) | - 30′ Юрченко - 84′ Балаба | Стадион: «Динамо» Зрителей: 5 000 Судья: Н.Ларионов (Тбилиси) |
| «Динамо» Москва: Медведев - Радикорский, Чернышев, Станкевич - Качалин (46' Поставнин), Палыска - Семичастный, Якушин , Соловьев, Дементьев, Ильин «Стахановец»: Скрипченко - Мазанов, Н.Кузнецов, Бикезин - И.Смагин, Прийменко - Балаба, Путятов, Кононенко , Яковлев, Юрченко |                       |         |                            |                                                               |

| 15 окт Ч 18 (98) | «Динамо» Москва                                     | 5:0     | «Локомотив» Москва | Москва                                                            |
| | - Якушин 12′ 48′ - Соловьев 16′ - Дементьев 40′ 44′ | (отчёт) |                    | Стадион: «Сталинец» Зрителей: 10 000 Судья: И.Аверкин (Ленинград) |
| «Динамо» Москва: Бычков - Радикорский, Чернышев, Станкевич - Блинков (70' Качалин), Палыска - Семичастный, Якушин , Соловьев, Дементьев, Ильин «Локомотив» Москва: Разумовский - И.Андреев, Прохоров, Гвоздков - Мошкаркин , Н.Ильин - Киреев, М.Степанов, Лысов (46' Карцев), Лавров, Теренков |                                                     |         |                    |                                                                   |

| 20 окт Ч 19 (99) | «Динамо» Москва            | 2:0     | «Динамо» Тбилиси | Москва                                                        |
| | - Якушин 14′ - Палыска 19′ | (отчёт) |                  | Стадион: «Динамо» Зрителей: 70 000 Судья: В.Воног (Ленинград) |
| «Динамо» Москва: Бычков - Радикорский, Чернышев, Станкевич - Блинков (75' Качалин), Палыска - Семичастный, Якушин , Соловьев, Дементьев, Ильин «Динамо» Тбилиси: Ткебучава - А.Пехлеваниди, Фролов, Кикнадзе - М.Бердзенишвили, Челидзе - Г.Джеджелава, Чередниченко, Пайчадзе , Бережной, Панюков |                            |         |                  |                                                               |

| 24 окт Ч 20 (100) | «Динамо» Москва                            | 3:0     | «Динамо» Ленинград | Москва                                                               |
| | - Ильин 20′ - Соловьев 57′ - Дементьев 80′ | (отчёт) |                    | Стадион: «Динамо» Зрителей: 12 000 Судья: А.Щелчков (Ростов-на-Дону) |
| «Динамо» Москва: Бычков - Радикорский, Чернышев, Станкевич - Блинков, Палыска - Семичастный, Якушин 74', Соловьев, Дементьев, Ильин · «Динамо» Ленинград: Василенко - Кузьмин, Забелин, М.Денисов - Ошенков (46' Вал. Федоров), Орешкин - Сазонов, А.И.Федоров, Алов, Викторов, Лотков |                                            |         |                    |                                                                      |

| 29 окт Ч 21 (101) | «Динамо» Москва                                      | 4:0     | «Торпедо» | Москва                                                       |
| | - Соловьев 17′ 34′ - Дементьев 37′ - Семичастный 45′ | (отчёт) |           | Стадион: «Динамо» Зрителей: 75 000 Судья: К.Терехов (Москва) |
| «Динамо» Москва: Бычков - Н.С.Медведев, Чернышев, Станкевич - Блинков, Палыска - Семичастный, Якушин , Соловьев, Дементьев, Ильин «Торпедо»: В.Виноградов (46'Ильинский) - В.Маслов , Н.Морозов-ІІ, В.Орлов - Рязанцев, Рёмин - Каричев, Смоляков, Г.Жарков, П.Петров, Ал.Щербаков |                                                      |         |           |                                                              |

| 3 ноя Ч 22 (102) | «Динамо» Москва                                      | 4:2     | ЦДКА                   | Москва                                                        |
| | - Соловьев 11′ 41′ - Семичастный 23′ - Дементьев 33′ | (отчёт) | - 16′ 57′ А.Виноградов | Стадион: «Динамо» Зрителей: 70 000 Судья: М.Дмитриев (Москва) |
| «Динамо» Москва: Бычков - Радикорский, Чернышев, Станкевич - Блинков, Палыска - Семичастный, Якушин , Соловьев, Дементьев, Ильин ЦДКА: Никаноров (46' Стеценко ) - Базовой, Лясковский , Пинаичев - Шлычков, Тарасов (Калинин) - Гринин, А.Виноградов, Николаев, Щербатенко, Шкатулов |                                                      |         |                        |                                                               |

| 8 ноя Ч 23 (103) | «Динамо» Москва                                                        | 6:1     | «Локомотив» Москва | Москва                                                       |
| | - Дементьев 31′ - Семичастный 50′ 73′ - Назаров 54′ 81′ - Соловьев 61′ | (отчёт) | - 69′ М.Степанов   | Стадион: «Динамо» Зрителей: 30 000 Судья: С.Демидов (Москва) |
| «Динамо» Москва: Бычков - Радикорский, Чернышев, Станкевич - Блинков, Палыска - Семичастный, Якушин , Соловьев, Дементьев (38' Назаров), Ильин «Локомотив» Москва: Разумовский - И.Андреев, Прохоров, Гвоздков - Мошкаркин , Н.Ильин - Киреев, М.Степанов, Лысов, Лахонин, Теренков |                                                                        |         |                    |                                                              |

| 17 ноя Ч 24 (104) | «Динамо» Москва                            | 2:0     | «Крылья Советов» | Киев                                                         |
| | - Семичастный 35′ 83′ - Соловьев 65'(пен.) | (отчёт) |                  | Стадион: «Динамо» Зрителей: 25 000 Судья: С.Демидов (Москва) |
| «Динамо» Москва: Фокин - Радикорский, Чернышев, Станкевич (46' Качалин) - Блинков, Палыска - Семичастный, Якушин , Соловьев, Назаров, Ильин «Крылья Советов»: Головкин - Алешин, В.Новиков, Карелин - Ржевцев , Чернов - Ратников (46' Синяков), Шаров, Осминкин, Никифоров, В.Егоров |                                            |         |                  |                                                              |

#### Итоговая таблица
| М | Команда          | И  | В  | Н | П | Мячи    | ±   | О  |
| - | ---------------- | -- | -- | - | - | ------- | --- | -- |
|   | «Динамо» Москва  | 24 | 16 | 4 | 4 | 74 − 30 | +44 | 36 |
|   | «Динамо» Тбилиси | 24 | 15 | 4 | 5 | 56 − 30 | +26 | 34 |
|   | «Спартак»        | 24 | 13 | 5 | 6 | 54 − 35 | +19 | 31 |
| 4 | ЦДКА             | 24 | 10 | 9 | 5 | 46 − 35 | +11 | 29 |

И — игры, В — выигрыши, Н — ничьи, П — проигрыши, Мячи — забитые и пропущенные голы, ± — разница голов, О — очки

#### Движение по турам[7]
| Игра  | 1  | 2  | 3  | 4 | 5 | 6 | 7 | 8 | 9 | 10 | 11 | 12 | 13 | 14 | 15 | 16 | 17 | 18 | 19 | 20 | 21 | 22 | 23 | 24 |
| ----- | -- | -- | -- | - | - | - | - | - | - | -- | -- | -- | -- | -- | -- | -- | -- | -- | -- | -- | -- | -- | -- | -- |
| Место | 11 | 12 | 12 | 9 | 7 | 7 | 5 | 7 | 7 | 7  | 8  | 7  | 5  | 5  | 6  | 5  | 6  | 3  | 3  | 2  | 1  | 1  | 1  | 1  |

### Международный матч
| 22 сен ММ 1 (4) | «Динамо» Москва                                                      | 4:0     | «Славия» София | Москва                                                       |
| | - Семичастный 12′ 77'(пен.) - Дементьев 14′ - Ильин 21′ - Якушин 88′ | (отчёт) |                | Стадион: «Динамо» Зрителей: 80 000 Судья: К.Терехов (Москва) |
| «Динамо» Москва: Фокин - Радикорский, Чернышев, Станкевич - Лапшин, Палыска - Семичастный, Якушин , Соловьев, Дементьев (82' Пайчадзе), Ильин «Славия» София: Мазников (22' Антонов) - Зографов, Радев, Петров - Стефанов, Стамболиев - Милев, Байкушев (46' Попкиров), Николов, Белокапов, Наумов |                                                                      |         |                |                                                              |

## Товарищеские игры

#### Предсезонные игры
| 6 апр ТМ 1 | «Динамо» Москва | 3:0     | «Зенит» | Гагры |
|            |                 | (отчёт) |         |       |

| 12 апр ТМ 2 | «Динамо» Москва | 2:2     | «Буревестник» Москва | Гагры |
|             |                 | (отчёт) |                      |       |

| 18 апр ТМ 3 | «Динамо» Москва | 8:0     | «Зенит» | Гагры |
|             |                 | (отчёт) |         |       |

| 22 апр ТМ 4 | «Динамо» Москва | 6:1     | «Зенит» | Гагры |
|             |                 | (отчёт) |         |       |

| 28 апр ТМ 5 | «Динамо» Москва                   | 3:0     | «Сельмаш» Люберцы | Люберцы            |
| | - Семичастный - Якушин - Соловьев | (отчёт) |                   | Стадион: «Сельмаш» |
| «Динамо» Москва: Фокин - Радикорский, Чернышев, Станкевич - Лапшин, Елисеев - Семичастный, Якушин , Соловьев, Дементьев, Ильин |                                   |         |                   |                    |

| 30 апр ТМ 6 | «Динамо» Москва | 1:1     | «Локомотив» Москва | Химки           |
| | - Соловьев      | (отчёт) | - Лавров           | Стадион: Водный |
| «Динамо» Москва: Пемпер - Радикорский, Чернышев, Станкевич - Лапшин, Елисеев - Семичастный, Якушин , Соловьев, Дементьев, Ильин |                 |         |                    |                 |

#### Турне в Белоруссию
| 7 авг ТМ 7 | «Динамо» Москва                    | 2:1     | «Динамо» Минск | Минск |
|            | - Трофимов 1:1′ - Семичастный 2:1′ | (отчёт) | - 65′ Синицын  |       |

| ? авг ТМ 8 | «Динамо» Москва | 10:0    | сб.Бреста | Брест |
|            |                 | (отчёт) |           |       |

| ? авг ТМ 9 | «Динамо» Москва | 3:1     | «Динамо» Белосток | Белосток |
| |                 | (отчёт) |                   |          |
| «Динамо» Москва: Медведев - Палыска, Чернышев , Станкевич - Лапшин, Поставнин - Трофимов, Пономарев, Бехтенев, Семичастный, Черников |                 |         |                   |          |

#### Товарищеский матч
| 9 ноя ТМ 10 | «Динамо» Москва                                                 | 4:2     | «Динамо» Рига | Москва                                             |
|             | - Пономарев 1:0′ - Бехтенев 2:0′ - Назаров 3:1′ - Трофимов 4:1′ | (отчёт) |               | Стадион: «Динамо» Судья: К.Дагаев (Ростов-на-Дону) |

## Статистика сезона

### Игроки и матчи
| Игрок                                 | Чемпионат       | Чемпионат | Международные матчи | Международные матчи | ТМ              | ТМ      | Всего Чемпионат | Всего Чемпионат | Всего Кубок     | Всего Кубок | Всего           | Всего   | Всего международные матчи | Всего международные матчи |
| Игрок                                 | Вышел на замену | Гол       | Вышел на замену     | Гол                 | Вышел на замену | Гол     | Вышел на замену | Гол             | Вышел на замену | Гол         | Вышел на замену | Гол     | Вышел на замену           | Гол                       |
| Вратари                               | Вратари         | Вратари   | Вратари             | Вратари             | Вратари         | Вратари | Вратари         | Вратари         | Вратари         | Вратари     | Вратари         | Вратари | Вратари                   | Вратари                   |
| ------------------------------------- | --------------- | --------- | ------------------- | ------------------- | --------------- | ------- | --------------- | --------------- | --------------- | ----------- | --------------- | ------- | ------------------------- | ------------------------- |
| Евгений Фокин                         | 16              | (-22)     | 1                   | (-0)                | 2               | (-0)    | 66              | (-98)           | 4               | (-8)        | 114             | (-164)  | 1                         | (-0)                      |
| Николай И.Медведев                    | 3               | (-5)      |                     |                     | 1               | (-1)    | 7               | (-13)           |                 |             | 7               | (-13)   |                           |                           |
| Николай Бычков                        | 6               | (-3)      |                     |                     |                 |         | 6               | (-3)            |                 |             | 6               | (-3)    |                           |                           |
| Защитники                             |                 |           |                     |                     |                 |         |                 |                 |                 |             |                 |         |                           |                           |
| Всеволод Радикорский                  | 23              |           | 1                   |                     | 2               |         | 56              |                 | 2               |             | 58              |         | 1                         |                           |
| Аркадий Чернышев                      | 24              |           | 1                   |                     | 3               |         | 74              | 1               | 7               |             | 81              | 1       | 3                         |                           |
| Иван Станкевич                        | 23              |           | 1                   |                     | 3               |         | 23              |                 |                 |             | 23              |         | 1                         |                           |
| Николай С.Медведев                    | 1               |           |                     |                     |                 |         | 1               |                 |                 |             | 1               |         |                           |                           |
| Полузащитники                         |                 |           |                     |                     |                 |         |                 |                 |                 |             |                 |         |                           |                           |
| Алексей Лапшин                        | 10              |           | 1                   |                     | 3               |         | 70              |                 | 5               |             | 116             | 13      | 4                         |                           |
| Николай Палыска                       | 16              | 1         | 1                   |                     | 1               |         | 16              | 1               |                 |             | 16              | 1       | 1                         |                           |
| Гавриил Качалин                       | 10              |           |                     |                     |                 |         | 37              |                 | 2               |             | 39              |         | 2                         |                           |
| Евгений Елисеев (5)                   | 8               | 1         |                     |                     | 2               |         | 65              | 6               | 8               |             | 73              | 6       | 2                         |                           |
| Всеволод Блинков                      | 8               |           |                     |                     |                 |         | 8               |                 |                 |             | 8               |         |                           |                           |
| Николай Поставнин                     | 6               |           |                     |                     | 1               |         | 34              | 7               | 1               |             | 35              | 7       |                           |                           |
| Нападающие                            |                 |           |                     |                     |                 |         |                 |                 |                 |             |                 |         |                           |                           |
| Михаил Семичастный                    | 20              | 14        | 1                   | 1                   | 4               | 2       | 87              | 48              | 8               | 7           | 95              | 55      | 4                         | 4                         |
| Михаил Якушин (17)                    | 17              | 8         | 1                   | 1                   | 2               | 1       | 88              | 41              | 9               | 2           | 120             | 54      | 4                         | 3                         |
| Сергей Соловьев                       | 24              | 21        | 1                   |                     | 2               | 2       | 24              | 21              |                 |             | 24              | 21      | 1                         |                           |
| Николай Дементьев                     | 21              | 15        | 1                   | 1                   | 2               |         | 21              | 15              |                 |             | 21              | 15      | 1                         | 1                         |
| Сергей Ильин (2)                      | 24              | 10        | 1                   | 1                   | 2               |         | 100             | 46              | 9               | 9           | 163             | 96      | 4                         | 2                         |
| Александр Назаров                     | 6               | 3         |                     |                     | 1               | 1       | 29              | 16              |                 |             | 29              | 16      |                           |                           |
| Валерий Бехтенев                      | 6               | 1         |                     |                     | 2               | 1       | 15              | 2               |                 |             | 15              | 2       |                           |                           |
| Василий Трофимов                      | 4               |           |                     |                     | 3               | 2       | 21              | 4               |                 |             | 21              | 4       |                           |                           |
| Алексей Пономарёв                     | 2               | 2         |                     |                     | 2               | 1       | 34              | 17              | 7               | 4           | 41              | 21      | 1                         |                           |
| Игроки, приглашенные из других клубов |                 |           |                     |                     |                 |         |                 |                 |                 |             |                 |         |                           |                           |
| Борис Пайчадзе                        |                 |           | 1                   |                     |                 |         |                 |                 |                 |             |                 |         | 1                         |                           |

### Личные и командные достижения
Динамовцы в списке 33 лучших футболистов
| Турнир            | Игрок                                        | Вышел на замену | Игрок              | Гол |
| ----------------- | -------------------------------------------- | --------------- | ------------------ | --- |
| Сезоны в клубе    | Василий Павлов                               | 13              |                    |     |
| Официальные матчи | Сергей Ильин                                 | 163             | Сергей Иванов      | 108 |
| Чемпионат         | Сергей Ильин                                 | 100             | Михаил Семичастный | 48  |
| Кубок             | Сергей Ильин, Михаил Якушин, Василий Смирнов | 9               | Сергей Ильин       | 9   |

Достижения в сезоне

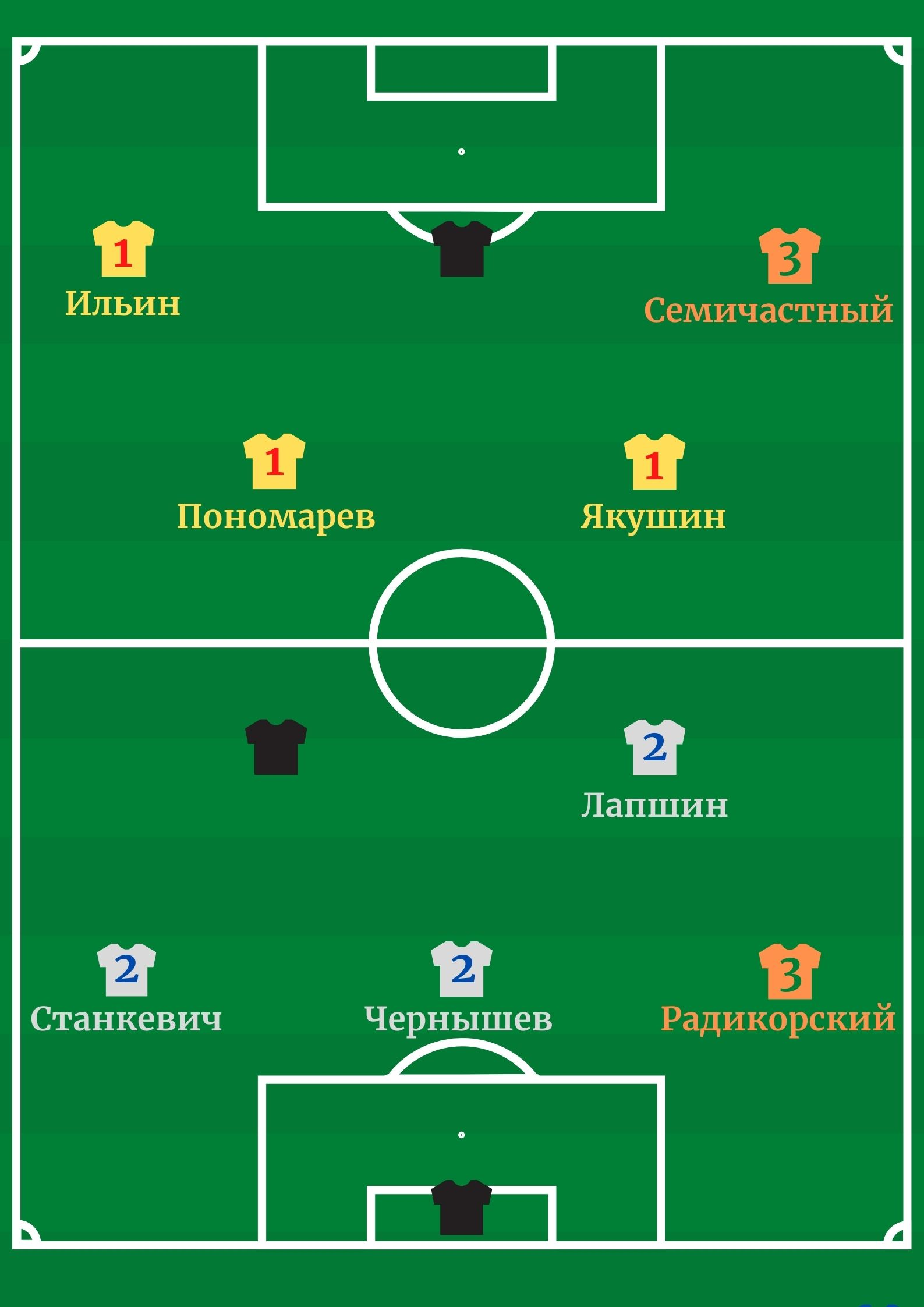

- Сергей Ильин и Алексей Лапшин провели свои 10-е сезоны за «Динамо»
- Евгений Фокин сыграл 100-й матч за «Динамо»
- Сергей Ильин первым сыграл 100-й матч в чемпионатах страны
- Сергей Соловьев стал лучшим бомбардиром чемпионата[12] — 21 мяч
- Сергей Соловьев первым сумел сделать «покер» за «Динамо» в матче чемпионата (при этом он забивал в течение 24 минут второго тайма)
- В матче с киевскими одноклубниками динамовцы стали соавтором рекорда по числу забитых мячей в одном матче в истории чемпионатов СССР (8:5); забив в матче второго круга в Киеве 7 безответных мячей (рекордное поражение киевлян на своем поле) динамовцы установили рекорд по числу мячей в чемпионате, забитых одной командой в ворота другой по сумме двух игр (15)[13]